# Любешчица
Любешчица (хорв. Ljubešćica) — община с центром в одноимённом посёлке на севере Хорватии, в Вараждинской жупании. Население 1300 человек в самом посёлке и 1959 человек во всей общине (2001). Подавляющее большинство населения — хорваты (98,88 %). В состав общины кроме Любешчицы входят ещё 4 деревни. Посёлок находится в 5 км к юго-западу от города Вараждинске-Топлице на шоссе D24. Рядом с посёлком проходит автобан A4.
Любешчица расположена в долине реки Бедня. Река течёт к западу и северу от посёлка, а с востока от него начинается холмистая гряда.